# Ex Nihilo (personaggio)
Ex Nihilo è un personaggio dei fumetti appartenente all'Universo Marvel.

## Storia editoriale
Ex Nihilo fece la sua prima apparizione su Vendicatori vol. 5 (dicembre 2012), creato da Jonathan Hickman e Jerome Opeña.

## Biografia del personaggio
Ex Nihilo era uno dei Giardinieri, trasportato insieme a sua sorella Abyss come un uovo da un Aleph (una specie di creatura robotica concepita dai Costruttori). In accordo con le intenzioni dei Costruttori, l'Aleph insegnò loro a convertire in creature perfette qualsiasi specie incontrassero. Ex Nihilo, Abyss e il loro Aleph arrivarono su Marte, terraformato per contenere un'atmosfera respirabile e ospitare vegetazione. Dopo che Ex Nihilo sparò una Bomba Originaria sulla Terra per accelerare l'evoluzione dell'umanità, investendo quasi due milioni di persone, i Vendicatori si organizzarono per reagire. Non interessato ai combattimenti, nel tentativo di evitare uno scontro diretto Ex Nihilo tentò di incrementare l'evoluzione di Iron Man in modo che non avesse più bisogno di un esoscheletro. Dopo che Black Widow e Hawkeye riuscirono ad attuare la loro vendetta, Ex Nihilo si infuriò e li attaccò a sua volta. Durante la battaglia che ne seguì, Ex Nihilo, Abyss e Aleph sconfissero i Vendicatori e li imprigionarono. Capitan America, ridotto all'impotenza, venne spedito sulla Terra come avvertimento. Risvegliatosi tre giorni dopo, Capitan America coinvolse gli Avengers in un piano denominato "Wake The World". L'intervento di Ex Nihilo prese una piega fatale, dal momento che l'Aleph che lo avrebbe costretto a distruggere la Terra se Ex Nihilo non fosse riuscito a perfezionare la razza umana. Capitan America e gli alleati di "Wake the World" sopraggiunsero proprio nel momento in cui Ex Nihilo era riuscito a sviluppare completamente il suo primo essere umano. Lui e i suoi alleati si batterono con i Vendicatori fino a quando non notarono, fra le file dei Vendicatori, la presenza di Capitan Universo, riconosciuto da Ex Nihilo e dai suoi alleati come un potere al di là del loro, a cui obbedire ciecamente. Capitan Universo ordinò a Ex Nihilo e Abyss di interrompere la loro impresa volta a trasformare o distruggere mondi "imperfetti". Prima di tornare sulla Terra, i Vendicatori stabilirono che Ex Nihilo poteva riformare Marte a suo piacimento purché non interferisse con la Terra.
Ex Nihilo creò quindi Nightmask, un essere umano artificiale, sulla superficie terraformata del pianeta Marte. Dopo una feroce battaglia con i Vendicatori, Nightmask venne portato sulla Terra e ospitato nella Torre dei Vendicatori.
Nightmask e Star Brand in seguito tornarono su Marte per affrontare Ex Nihilo.
In seguito Omega Flight venne inviato in missione dal Dipartimento H ad indagare su uno dei siti della Bomba Originaria lasciati da Ex Nihilo a Regina, Saskatchewan, Canada.
Oltre a ciò, in un preludio alla saga Infinity, Ex Nihilo, Abyss, Nightmask e Star Brand si unirono agli Avengers. Dopo la lotta contro i Costruttori e Thanos, Ex Nihilo si unì ai suoi fratelli che si sforzavano di ricreare la vita su mondi devastati dalla guerra dei Costruttori.
Nella saga Time Runs Out, Ex Nihilo e i Giardinieri tentarono di riparare l'universo in decomposizione, risultato della contrazione del Multiverso. Una volta sulla Terra, Ex Nihilo e i Giardinieri furono in grado di vedere il suo intero sistema e scoprire che la superficie della Terra presentava "cicatrici". Venne offerto loro da Sunspot un viaggio di sola andata per aiutare i Vendicatori a indagare l'origine di questo decadimento terrestre utilizzando la tecnologia AIM per viaggiare attraverso il Multiverso. Dopo aver accettato, i Vendicatori che erano con Sunspot attraversarono numerosi universi basandosi sulla mappa lasciata dai Mapmakers. Dopo un ultimo salto attraverso universi che costarono la vita a Nightmask, i Vendicatori si trovarono faccia a faccia con una fenditura nello spazio-tempo. Da esso, emersero due Beyonders che chiesero agli eroi di ritirarsi. Dopo aver rifiutato la loro richiesta, i Vendicatori affrontarono i Beyonders. Ex Nihilo, Abyss e il resto dei Giardinieri si sacrificarono nel tentativo di riprogrammare uno dei Beyonders.

## Poteri e abilità
Ex Nihilo ha il potere di creare nuova vita e modificare le forme di vita esistenti su scala planetaria, come controllare il movimento e la crescita delle piante e trasformare la vita organica. Ex Nihilo può anche sparare esplosioni di energia ed espirare fuoco dalla sua bocca, e ha una longevità avanzata.

## Altre versioni
In What If Thanos si unisce ai Vendicatori, ed Ex Nihilo a sua volta si schiera con i Vendicatori che combattono contro i Costruttori.

## In altri media

### Prodotti
Hasbro ha messo in commercio una action figure di Ex Nihilo come parte della linea Guardiani della Galassia, della collana Marvel Legends.